# Harry Notenboom
Henricus Antonius Cornelis Marie (Harry) Notenboom (Roosendaal, 31 augustus 1926 – Venlo, 9 augustus 2023) was een Nederlands bestuurder, hoogleraar en politicus voor de Katholieke Volkspartij (KVP) en het Christen-Democratisch Appèl (CDA).

## Levensloop
Na het behalen van het gymnasiumdiploma aan het Norbertuscollege in Roosendaal studeerde hij economie aan de Katholieke Economische Hogeschool in Tilburg. Hij begon zijn carrière als adjunct-secretaris bij de Nederlandse Rooms-Katholieke Middenstandsbond. Daarna was hij directeur van de Katholieke Limburgse Middenstandsbond te Venlo. Van 5 juni 1963 tot 17 juli 1979 was Notenboom lid van de Tweede Kamer. Van 22 september 1971 tot juli 1984 functioneerde hij als lid van het Europees Parlement. Van 1991 tot 1994 was hij hoogleraar problematiek van de kleine en middelgrote ondernemingen aan de Technische Universiteit Eindhoven. Hij was de broer van de benedictijner monnik en pottenbakker broeder Mattheus. Notenboom overleed in augustus 2023 op 96-jarige leeftijd.

## Ridderorden
- Ridder in de Orde van de Nederlandse Leeuw, 29 april 1975
- Commandeur in de Orde van Oranje-Nassau, 11 juli 1984